# Eumelos (Pherai)
Eumelos (altgriechisch Εὔμηλος Eúmēlos, deutsch ‚herdenreich‘) ist in der griechischen Mythologie der König von Pherai in Thessalien, Sohn des Admetos und der Alkestis. Er war der Gemahl der Iphthime, der Schwester der Penelope.

Eumelos war es, der die Völker von Pherai und Iolkos in den Trojanischen Krieg führte. Nach Homers Ilias, dort im Schiffskatalog, führte er 11 Schiffe, die mit jeweils 120 Mann besetzt waren, an die Küste Trojas. Nach Troja brachte er hervorragende, dem Apollon geweihte Pferde, mit denen er anlässlich der Leichenfeierlichkeiten für Patroklos, obwohl er stürzte, den zweiten Preis errang.
Er war einer der Krieger, die im Trojanischen Pferd steckten.

## Rezeption
In der Erzählung Kassandra von Christa Wolf ist Eumelos ein Trojaner, der als Chef der Palastwache ein umfangreiches Sicherungs- bzw. Spitzelsystem aufbaut, und so eine große Rolle in der Umwandlung Trojas zu einem totalitären Staat spielt.